# 2006年アジア競技大会におけるラグビー競技
2006年アジア競技大会におけるラグビー競技（2006ねんアジアきょうぎたいかいにおけるラグビーきょうぎ）は12月10日・11日に行われた。2002年の前回大会までは15人制と7人制の2種目が開催されていたが、この大会から7人制のみとなった。
初日に各プール内で1回戦総当たりの予選、2日目に予選上位4チームによる決勝トーナメントおよび5位以下の順位決定戦が行われた。

## 予選プール
|      | 韓国  | 香港   | タイ   | 勝 | 敗 | トライ数 | 予選順位 |
| ---- | ----- | ------ | ------ | -- | -- | -------- | -------- |
| 韓国 |       | ○21-7  | ○42-0  | 2  | 0  | 9        | 3        |
| 香港 | ●7-21 |        | ○26-21 | 1  | 1  | 5        | 6        |
| タイ | ●0-42 | ●21-26 |        | 0  | 2  | 3        | 7        |

|            | 中国  | スリランカ | インド | 勝 | 敗 | トライ数 | 予選順位 |
| ---------- | ----- | ---------- | ------ | -- | -- | -------- | -------- |
| 中国       |       | ○31-5      | ○41-0  | 2  | 0  | 12       | 2        |
| スリランカ | ●5-31 |            | ○48-0  | 1  | 1  | 9        | 5        |
| インド     | ●0-41 | ●0-48      |        | 0  | 2  | 0        | 8        |

|          | 日本  | 中華台北 | カタール | 勝 | 敗 | トライ数 | 予選順位 |
| -------- | ----- | -------- | -------- | -- | -- | -------- | -------- |
| 日本     |       | ○24-7    | ○58-0    | 2  | 0  | 14       | 1        |
| 中華台北 | ●7-24 |          | ○82-0    | 1  | 1  | 13       | 4        |
| カタール | ●0-58 | ●0-82    |          | 0  | 2  | 0        | 8        |

## 決勝トーナメント・順位決定戦
決勝トーナメント
- （準決勝） 日本 22-7 中華台北
- （準決勝） 韓国 19-5 中国
- （3位決定戦） 中国 19-12 中華台北
- （決勝） 日本 27-26 韓国

5-6位決定戦
- 香港 35-5 タイ

7-9位決定戦
- インド 17-5 カタール
- タイ 29-0 インド

## 最終順位
- 優勝 -  日本
- 準優勝 -  韓国
- 3位 -  中国
- 4位 -  中華台北
- 5位 -  香港
- 6位 -  スリランカ
- 7位 -  タイ
- 8位 -  インド
- 9位 -  カタール